# Kirchenbezirk Mosbach
Der Evangelische Kirchenbezirk Mosbach (auch Evangelisches Dekanat Mosbach) ist einer von 24 Kirchenbezirken bzw. Dekanaten der Evangelischen Landeskirche in Baden. Er gehört zum Kirchenkreis Nordbaden und umfasst 22 Kirchengemeinden.

## Lage
Der Kirchenbezirk umfasst den westlichen Teil des Neckar-Odenwald-Kreises. Er erstreckt sich von Mudau im Norden bis Neckarmühlbach im Süden, von Aglasterhausen im Westen bis Schefflenz im Osten. Der Kirchenbezirk grenzt im Osten an den Kirchenbezirk Adelsheim-Boxberg, im Westen an den Kirchenbezirk Neckargemünd-Eberbach und im Südwesten an den Kirchenbezirk Kraichgau.

## Geschichte
Das Dekanat Mosbach wurde 1810 im Rahmen der Neugliederung des evangelischen Kirchenwesens als eins von zunächst 35 Dekanaten gegründet. Es umfasste neben dem bis 1803 zur Kurpfalz gehörenden und fast rein evangelischen Gebiet um Mosbach (Bezirksamt Mosbach) auch größere Gebiete, die zu Kurmainz oder dem Hochstift Würzburg (Bezirksamt Buchen) gehört hatten und bis ins 20. Jahrhundert hinein fast rein katholisch waren.
2025 wurde die Region Kleiner Odenwald aus dem in Auflösung begriffenen Kirchenbezirk Neckargemünd-Eberbach in den Kirchenbezirk umgegliedert.

## Kirchengemeinden
Die 22 Kirchengemeinden des Kirchenkreises sind in fünf Kooperationsräume aufgeteilt.
- Elztal-Schefflenztal
  - Auerbach
  - Dallau
  - Neckarburken
  - Großeicholzheim-Rittersbach
  - Schefflenz
  - Billigheim-Sulzbach
- Odenwald-Neckartal
  - Fahrenbach-Trienz
  - Mittleres Neckartal (Binau, Guttenbach, Neckargerach und Zwingenberg)
  - Mudau
  - Oberdielbach und Schollbrunn
  - Waldbrunn-Strümpfelbrunn und Waldkatzenbach
- Neckar
  - Haßmersheim-Hochhausen-Neckarmühlbach
  - Hüffenhardt
  - Kälbertshausen
  - Obrigheim-Mörtelstein-Asbach
- Mosbach
  - Lohrbach-Sattelbach-Reichenbuch
  - Johannesgemeinde Mosbach
  - Stiftsgemeinde Mosbach
  - Christusgemeinde Mosbach
  - Neckarelz-Diedesheim
  - Neckarzimmern
- Kleiner Odenwald 
  - Aglasterhausen-Breitenbronn-Daudenzell
  - Michelbach-Unterschwarzach
  - Neunkirchen-Oberschwarzach-Neckarkatzenbach

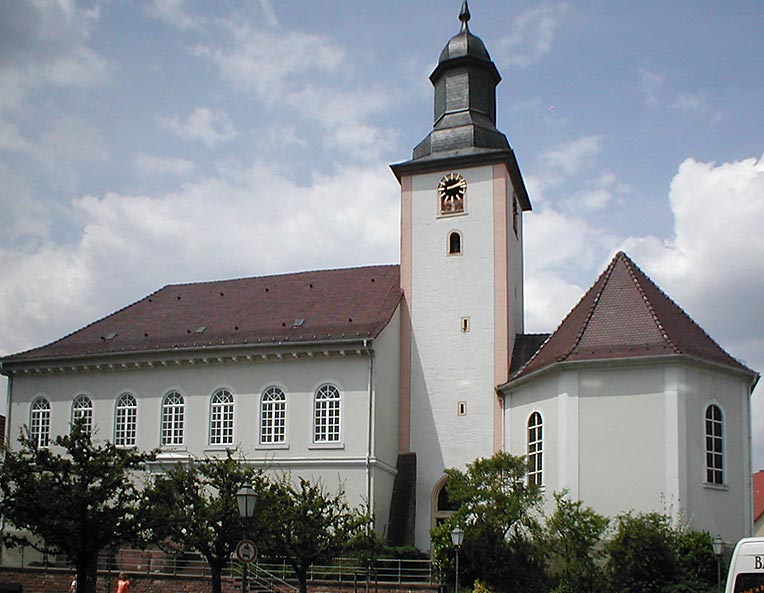
Evangelische Kirche Aglasterhausen
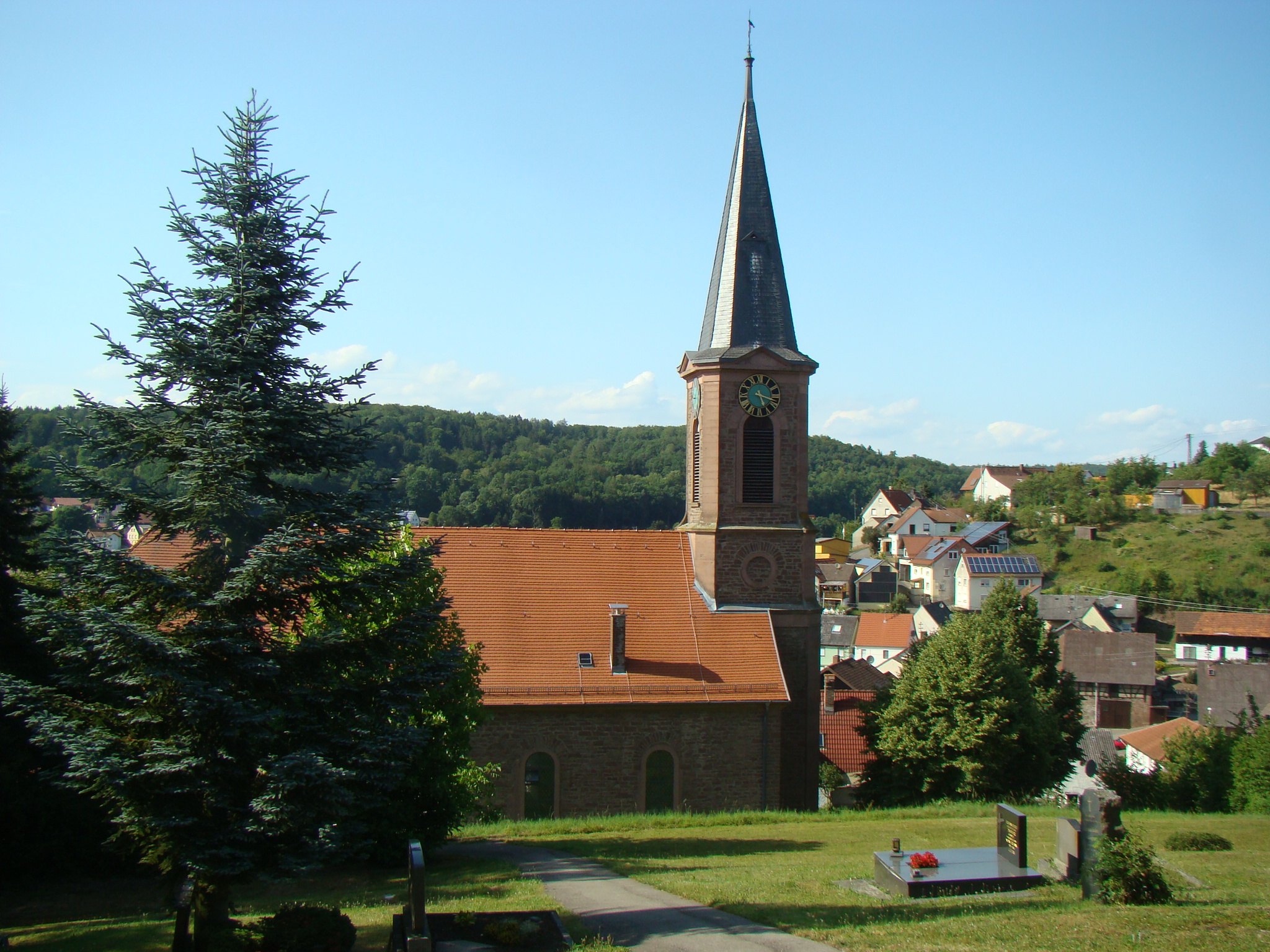
Evangelische Kirche Dallau
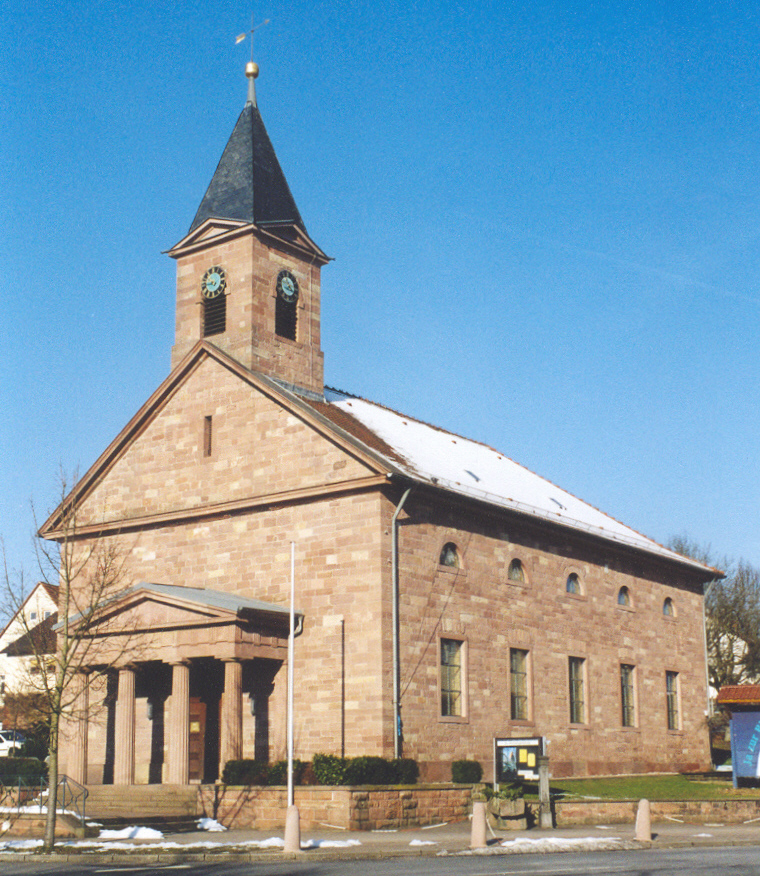
Evangelische Kirche Fahrenbach
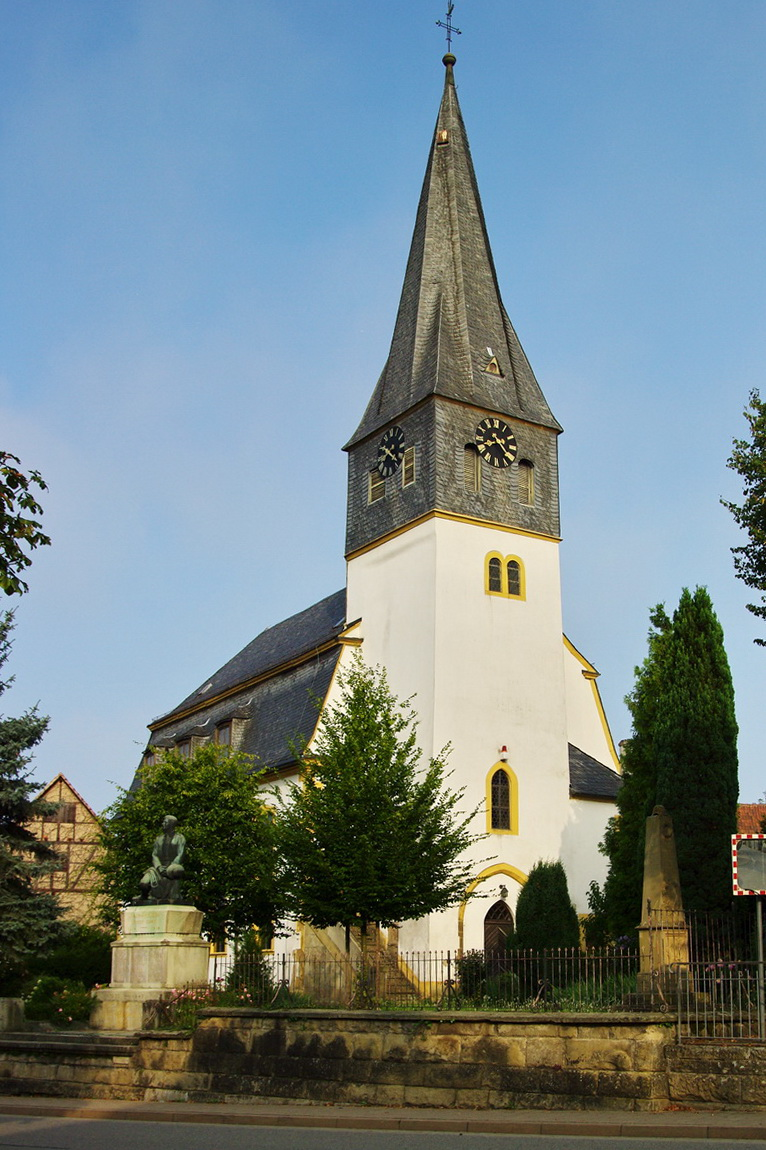
Evangelische Kirche Hüffenhardt
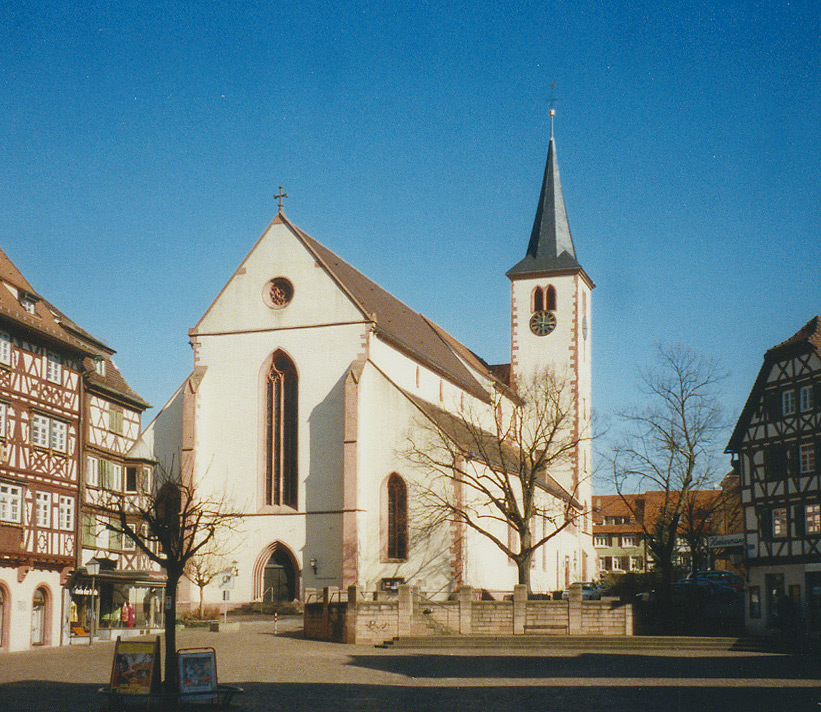
Stiftskirche St. Juliana (Mosbach)
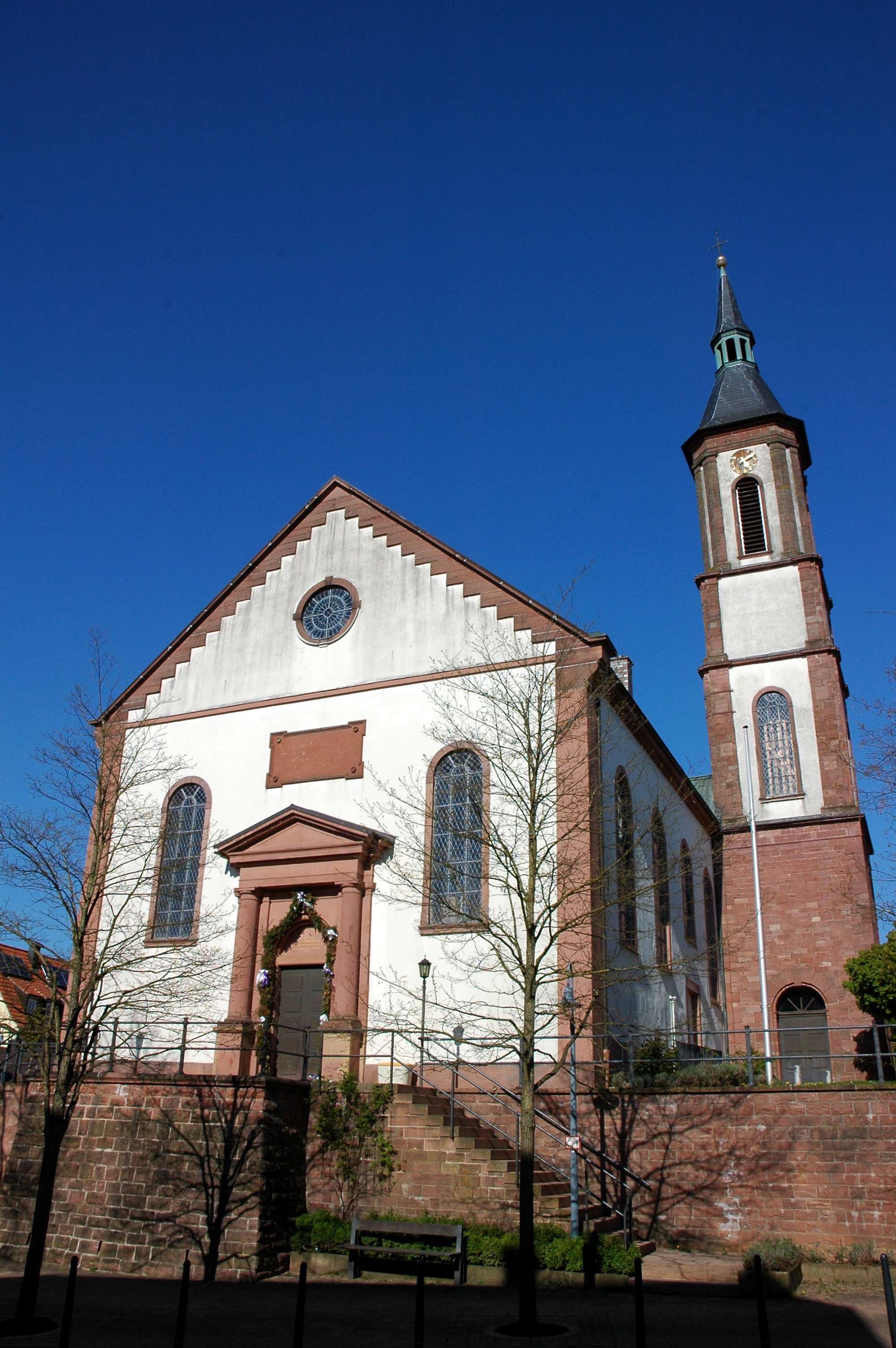
Paul-Gerhardt-Kirche (Neunkirchen)
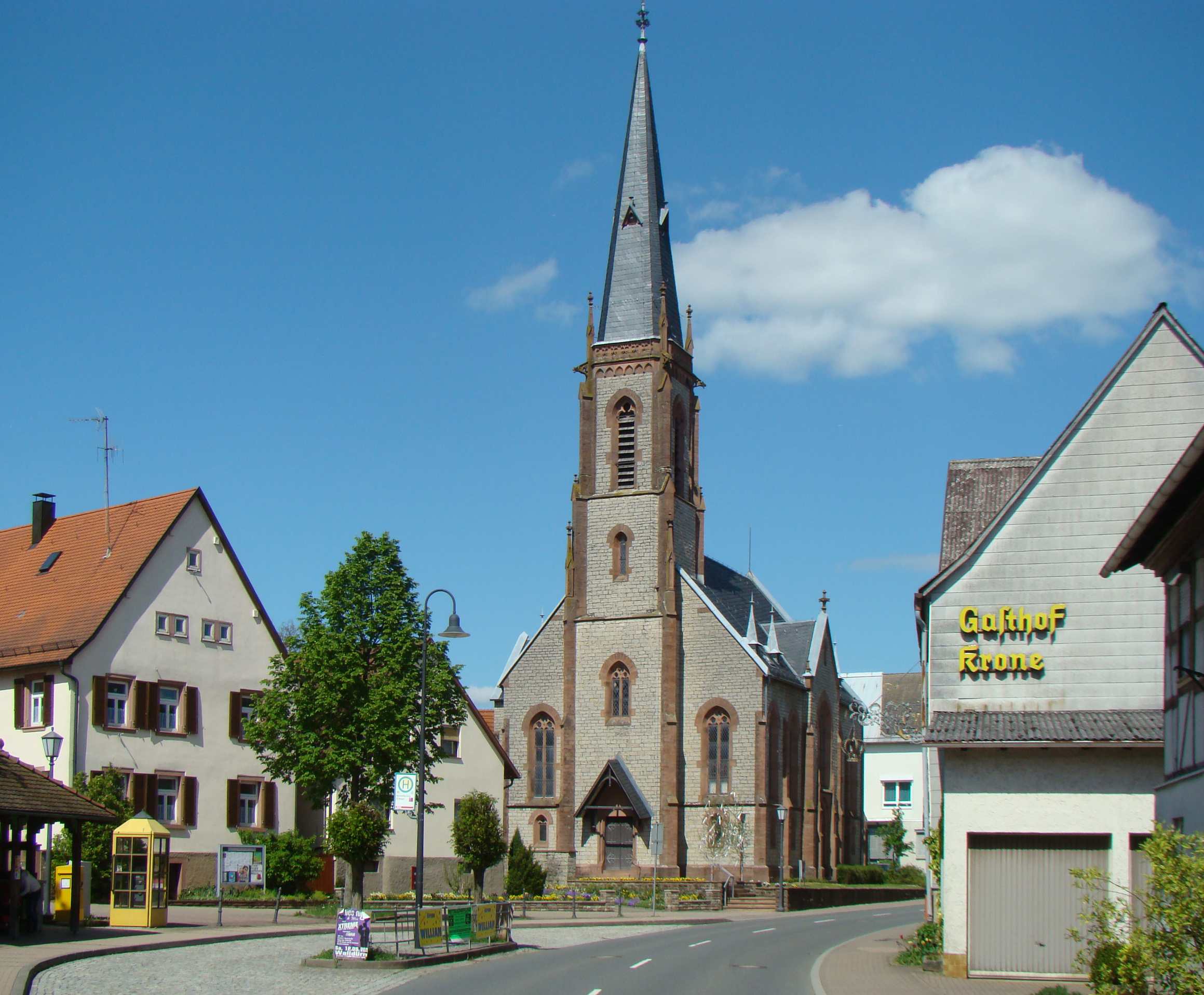
Evangelische Kirche Oberschefflenz
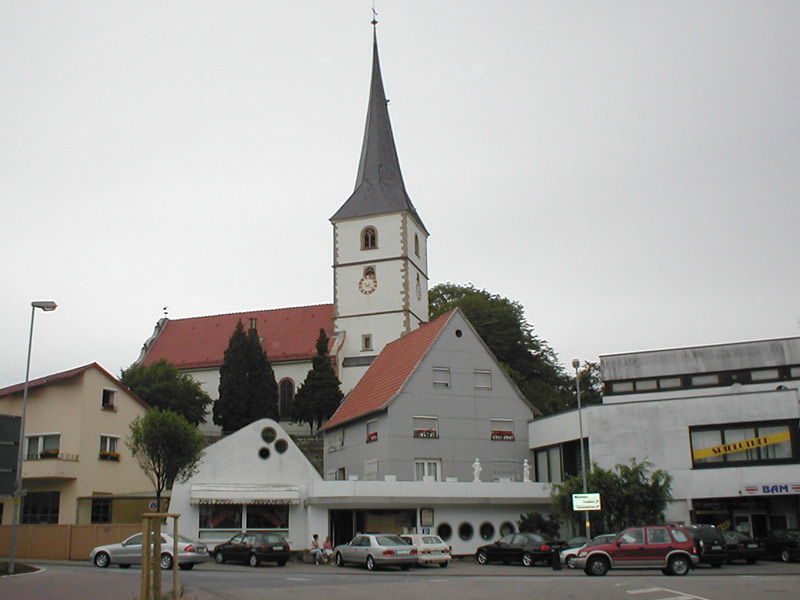
Evangelische Kirche Obrigheim
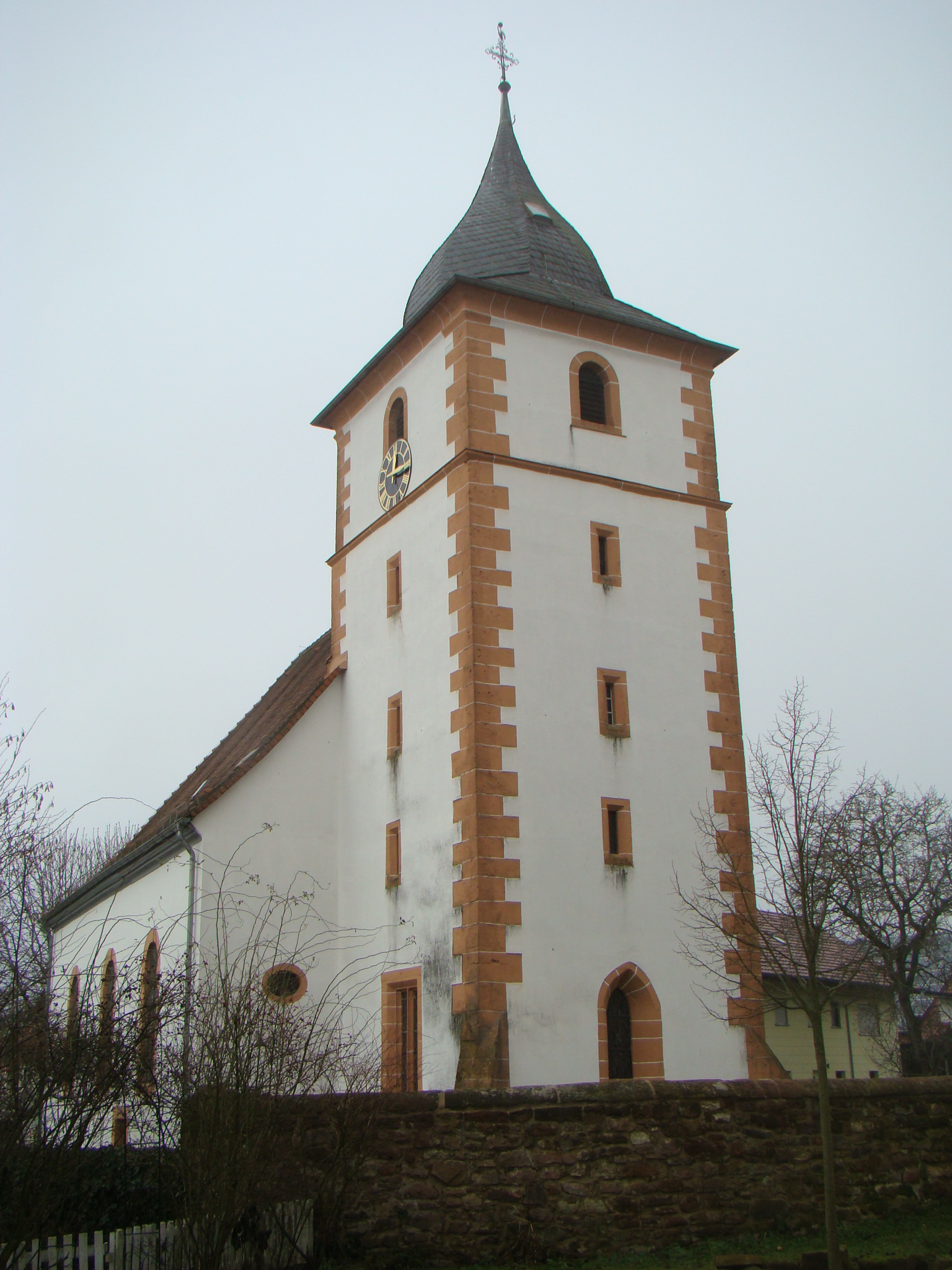
Evangelische Kirche Schollbrunn

## Organisationsstruktur
Der Kirchenbezirk wird geleitet durch das Dekanat und die Bezirkssynode. Die Bezirkssynode wählt als ständiges Leitungsorgan den Bezirkskirchenrat. Den Vorsitz dieses Gremiums hat der Dekan.
Einrichtungen des Evangelischen Kirchenbezirks sind das Dekanat, das Schuldekanat mit Medienstelle (gemeinsam mit dem Kirchenbezirk Adelsheim-Boxberg), das Diakonische Werk im Neckar-Odenwald-Kreis, das Bezirkskantorat und die Evangelische Bezirksjugendarbeit JUKI. In der ökumenischen Klinikseelsorge am NOK-Klinikum Mosbach arbeiten eine evangelische Klinikseelsorgerin und zahlreiche ehrenamtliche Seelsorgemitarbeiterinnen und Seelsorgemitarbeiter zusammen. 
Der Kirchenbezirk besitzt wie die in ihm zusammengefassten Kirchengemeinden die Rechte einer Körperschaft des öffentlichen Rechts. Alle sechs Jahre wird ein Kirchengemeinderat gewählt, der die Kirchengemeinde verwaltet. Häufig werden mehrere Kirchengemeinden von einem Pfarramt betreut, oder sie wurden in den Jahren seit 2000 bereits zusammengeführt. Die Kirchengemeinden erhalten Zuweisungen der Evangelischen Landeskirche in Baden nach Maßgabe der gesetzlichen Bestimmungen über den Finanzausgleich.

## Ökumenische Zusammenarbeit
Es gibt eine ökumenische Zusammenarbeit mit dem römisch-katholischen Dekanat Mosbach-Buchen,
dessen Gebiet sich mit dem des Kirchenbezirks Mosbach weitgehend deckt.